# Una hoja en la tormenta
Una hoja en la tormenta: Una novela de la aniquiladora guerra china (Tit. Original: A leaf in the Storm) es una novela bélica, escrita en inglés por el famoso autor chino Lin Yutang en 1941. Es considerada la secuela de Momento en Pekín, publicado en 1940. La novela describe relatos basados en la segunda guerra sino-japonesa, antes de que Estados Unidos se incorporara en el conflicto.

## Introducción
El autor ofrece un cuadro vivo de la China contemporánea. En medio de escenas de combate y el éxodo de millones de personas, tres entrañables personajes viven un drama de intensa emoción: Yao Poya, joven y rico, quien analiza la guerra fríamente, Lao Peng, un budista austero, interesado únicamente en los seres humanos y Tsui Malin, una bella y misteriosa mujer, que busca la paz de un hogar.
Por encima de los sucesos exteriores, el tema real del libro es lo que ocurre dentro de las personas que viven el tumulto angustiante de la guerra.

## Personajes

### Principales
Yao Poya (姚坡呀)
El primer personaje al que se le realiza una descripción. Se considera a sí mismo un gran estratega, aunque también sabe que la gente le clasifica como un petimetre. Es una persona proveniente de una familia adinerada, joven y apuesto, tiene un gran conocimiento en literatura y arte y mucho patriotismo, basado en una confianza ciega en Chiang Kai-shek. Está casado y vive una vida infeliz con su mujer, motivo por el cual se enamora de Malin.
Lao Peng (老彭)
Viejo amigo de Yao. Es un hombre de 45 años, budista Ch'an. Es viudo desde hace 10 años y solo se dedica a la ayuda comunitaria. El autor lo describe como una persona desaliñada, que ha descuidado su imagen y como un altruista, al cual no le interesan los bienes materiales. También tiene un gran interés en difundir su forma de pensar y sus conocimientos, enseñando gratuitamente a leesr y escribir en chino.
Tsui Malin (徐馬林)/Lien-erh (連普洱茶)/Lao Tanni (老撾坦妮)
Joven y bella mujer, con un pasado desconocido. Conoce a Poya gracias a la tía de este, Lola, que la invita a quedarse en la casa que la familia Yao tiene en Peiping, donde transcurren los primeros tres capítulos de la historia. Es huérfana desde los 17 años. En los primeros capítulos solo busca el amor eterno de un hombre y la estabilidad de un hogar, con una familia constituida. Al principio vive con Poya, sin embargo, desde el capítulo 4, empieza su vida de refugiada junto a Lao Peng, de ahí su cambio de nombre. Es el personaje con mayor desarrollo en el libro.

### Secundarios
Yumei (玉梅)/Lao Yumei (老撾玉梅)
Joven refugiada que recibe ayuda de Malin y Peng, este último, brindándole su apellido, haciéndola pasar por su sobrina. Es una campesina, descrita como ruda pero de buen corazón. Es viuda, ya que su marido fue asesinado por soldados japoneses cuando este trataba de evitar que la violaran. Está embarazada y teme que su hijo sea del militar nipón. 
Yao Kainan (姚開赧)
Mujer de Poya. Es bella y tiene un gran aspecto, además de ser una mujer de sociedad. Sin embargo, por esas cualidades, su esposo la maltrata y le grita constantemente. Vive infelizmente, aunque no tiene planes para separarse. Es muy notable su rivalidad con Malin, sin embargo pocas veces le ha dirigido la palabra u obró en contra de ella.
Madame Chao (趙女士)
Anciana de unos 60 años, guerrillera y líder de una comunidad dedicada a ayudar a las personas que están en dificultades a causa de la guerra.
Yao Afei (姚阿肺)
Tío de Poya, también protagonista en Momento en Pekín. Consejero del joven.
Yao Mulan (姚木兰)
Tía de Poya, hermana de Afei. Ella fue la principal protagonista en Momento en Pekín. Su rol es importante al final del libro.
Abuelo Feng (豐)
Líder de la familia y dueño de la casa de Peiping. Trata de mantener su negocio, su hogar y la estabilidad que estos tienen.
Yao Lola (姚蘿拉)
Amiga de Malin, ayudó mucho en la relación que ella tuvo con Poya.

## Polémicas
En el libro hay un mensaje xenófobo contra los japoneses, tildados de bestias. En Japón el libro y el autor son conocidos únicamente por eso.
La línea más polémica es la que dijo Madame Chao en el capítulo 4: Siempre levanta el ánimo matar a los japoneses.
- Datos: Q2650676